# Supraśl
Supraśl è un comune urbano-rurale polacco del distretto di Białystok, nel voivodato della Podlachia.
Ricopre una superficie di 187,96 km² e nel 2006 contava 12 909 abitanti.